# Arquipélago do Havaí

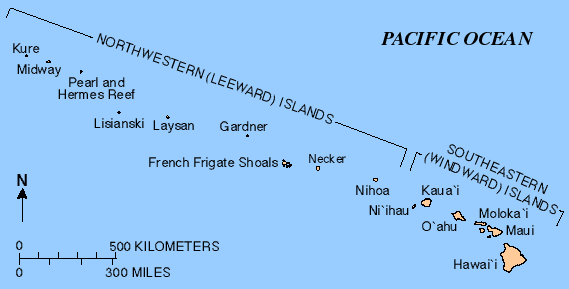
Mapa do Arquipélago do Havaí, uma cadeia de ilhas que se estendem 2 400 km em uma direção noroeste da ponta sul da Ilha Havaí.

O Arquipélago do Havaí é um arquipélago de 19 ilhas e atóis, numerosos pequenos ilhéus, e montes submarinos situado ao norte do Oceano Pacífico, estendendo cerca de 2 400 km da Ilha Havaí do sul para o ponto mas ao norte, Ilha Kure. Excluindo o Midway, que é um território não-incorporado dos Estados Unidos, o arquipélago do Havaí forma o estado estado-unidense do Hawaiʻi. Antigamente era conhecido como Ilhas Sandwich, pois o arquipélago recebeu o nome a partir da maior ilha do grupo.
Este arquipélago representa os picos expositórios de uma grande cordilheira submarina conhecida como o monte submarino Hawaiian-Emperador, que é formada pela atividade vulcânica de um ponto quente no manto da Terra. A cerca de 3 000 km do continente mais perto, o arquipélago do Havaí é o grupo de ilhas mais isolado da Terra.

## Ilhas e recifes
A data dos primeiros assentamentos das ilhas havaianas é um tema de debate contínuo. Evidências arqueológicas indicam a possibilidade de um assentamento já no ano 124.
O capitão James Cook, da Marinha Real Britanica, visitou as ilhas em 18 de janeiro de 1778, e as nomeou "Ilhas Sandwich" em homenagem ao 4º Conde de Sandwich, que como Primeiro Lorde do Almirantado era um de seus patrocinadores. Este nome foi usado até a década de 1840, quando o nome local "Hawaii" gradualmente começou a ter precedência.
As ilhas havaianas têm uma área total de 16 600 quilômetros quadrados. Com exceção de Midway, que é um território não incorporado dos Estados Unidos, essas ilhas e ilhotas são administradas como Havaí — o 50º estado dos Estados Unidos.

### Principais ilhas
| Ilha       | Apelido             | Area                         | População (em 2020) | Ponto mais alto | Elevação            | Idade (Ma) | Localização           |
| ---------- | ------------------- | ---------------------------- | ------------------- | --------------- | ------------------- | ---------- | --------------------- |
| Hawaiʻi    | A Grande Ilha       | 4.028,0 sq mi (10.432,5 km2) | 200 629             | Mauna Kea       | 13.796 ft (4.205 m) | 0,4        | 19° 34′ N, 155° 30′ O |
| Maui       | A Ilha do Vale      | 727,2 sq mi (1.883,4 km2)    | 164 221             | Haleakalā       | 10.023 ft (3.055 m) | 1,3–0,8    | 20° 48′ N, 156° 20′ O |
| Oʻahu      | O Ponto de Encontro | 596,7 sq mi (1.545,4 km2)    | 1 016 508           | Monte Kaʻala    | 4.003 ft (1.220 m)  | 3,7–2,6    | 21° 28′ N, 157° 59′ O |
| Kauaʻi     | A Ilha Jardim       | 552,3 sq mi (1.430,5 km2)    | 73 298              | Kawaikini       | 5.243 ft (1.598 m)  | 5,1        | 22° 05′ N, 159° 30′ O |
| Molokaʻi   | A Ilha Amigável     | 260,0 sq mi (673,4 km2)      | 7 345               | Kamakou         | 4.961 ft (1.512 m)  | 1,9–1,8    | 21° 08′ N, 157° 02′ O |
| Lānaʻi     | A Ilha Abacaxi      | 140,5 sq mi (363,9 km2)      | 3 367               | Lānaʻihale      | 3.366 ft (1.026 m)  | 1,3        | 20° 50′ N, 156° 56′ O |
| Niʻihau    | A Ilha Proibida     | 69,5 sq mi (180,0 km2)       | 84                  | Mount Pānīʻau   | 1.250 ft (381 m)    | 4,9        | 21° 54′ N, 160° 10′ O |
| Kahoʻolawe | A Ilha Alvo         | 44,6 sq mi (115,5 km2)       | 0                   | Puʻu Moaulanui  | 1.483 ft (452 m)    | 1,0        | 20° 33′ N, 156° 36′ O |

As oito principais ilhas do Havaí (Windward Islands ou Ilhas de Barlavento) estão listadas acima. Todas, exceto Kaho'olawe, são habitadas.

### Ilhas menores, ilhotas

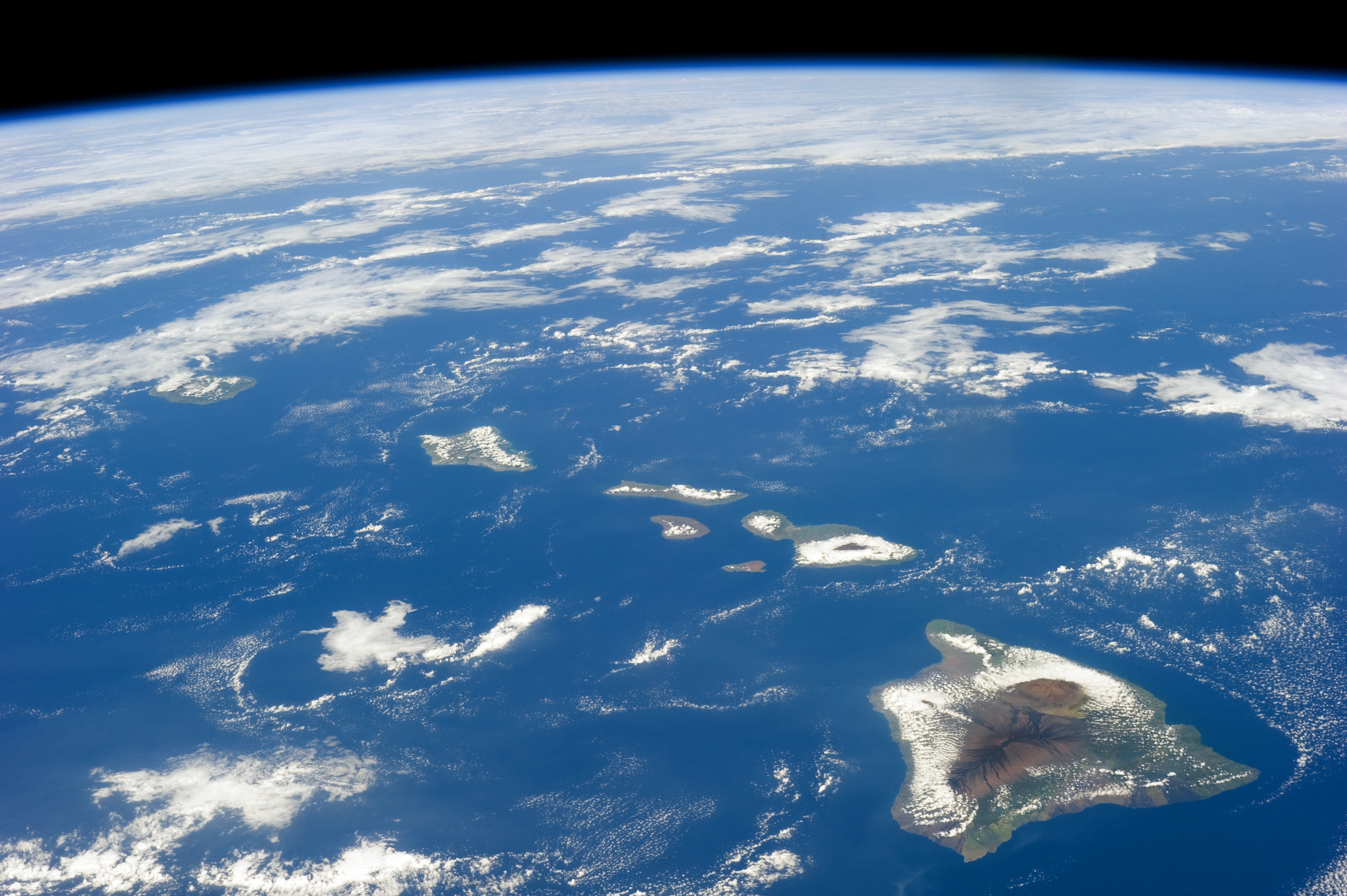
Ilhas havaianas do espaço.

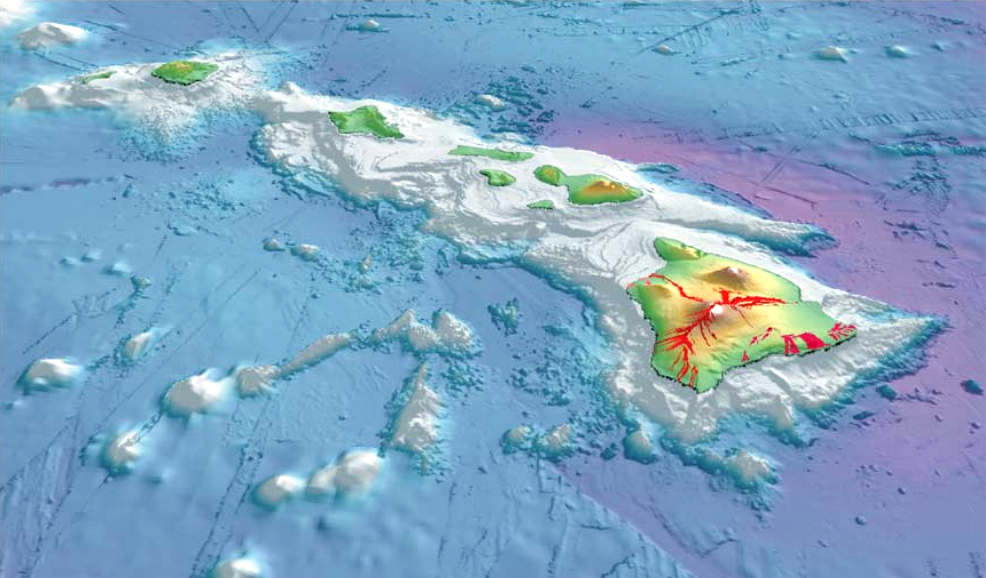
Vista em perspectiva 3-D das ilhas do sudeste do Havaí, com os cumes brancos de Mauna Loa (4 170 metros de altura) e Mauna Kea (4 207,3 metros de altura). As profundezas do oceano são coloridas de violeta (5 750 metros de profundidade no nordeste de Maui) e índigo a cinza claro (mais raso). Fluxos de lava históricos são mostrados em vermelho, em erupção dos cumes e zonas de fenda dos vulcões Mauna Loa, Kilauea e Hualalai noʻ.

O estado do Havaí conta com 137 "ilhas" na cadeia havaiana. Este número inclui todas as ilhas menores (ilhas pequenas), ilhotas (ilhas ainda menores) ao largo das ilhas principais (listadas acima) e ilhotas individuais em cada atol. Este são alguns:

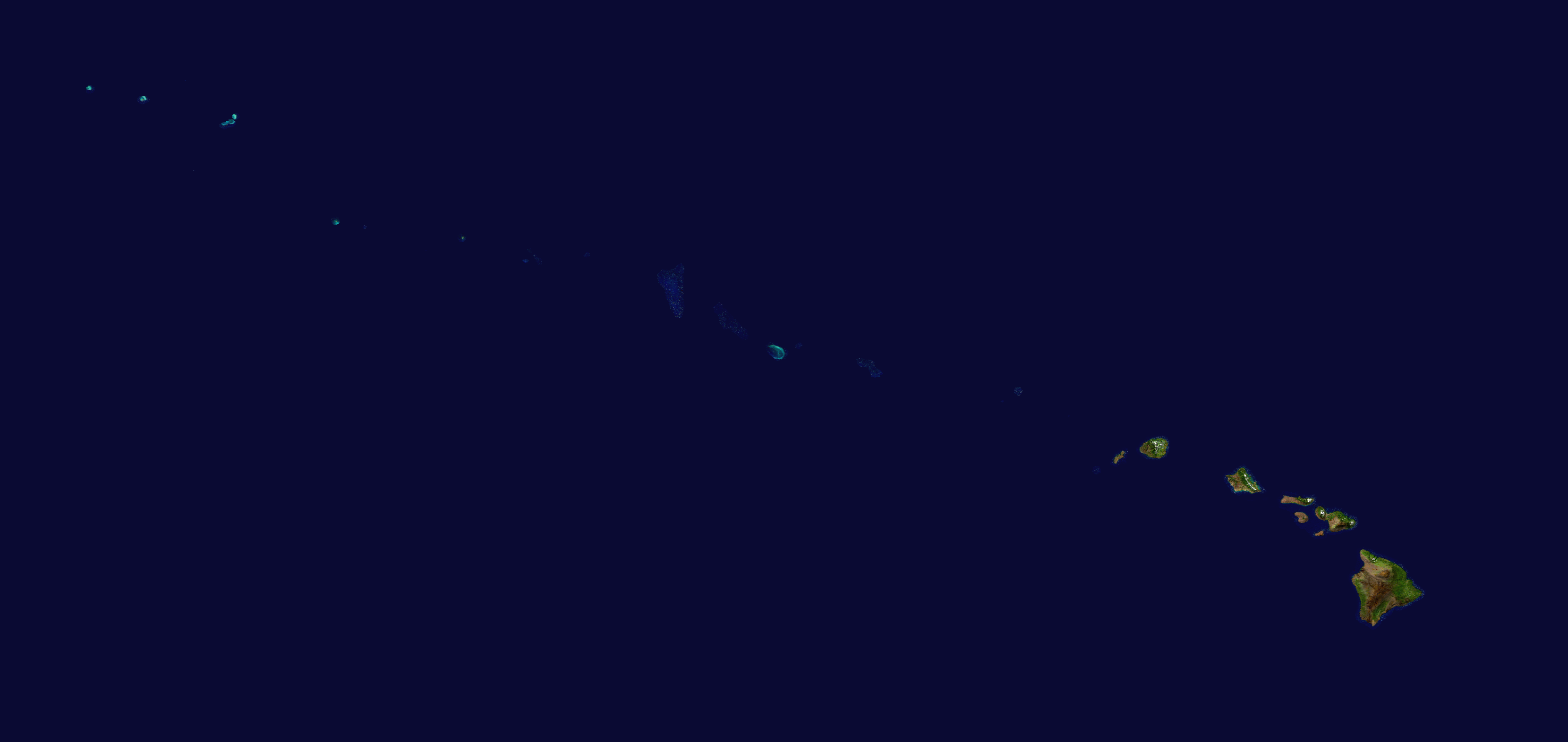
Uma imagem de satélite composta da NASA das ilhas havaianas tirada do espaço sideral. Clique na imagem para uma visão ampliada que mostra as ilhas principais e o arquipélago estendido.

- Ka'ula
- Lehua
- Makapu'u
- Manana
- Rocha Mōkōlea
- Moku'um'um
- Mokoli'i
- Molokini
- Moku Manu
- Moku Ola
- Moku o Lo'e
- Nā Mokulua

### Ilhas parciais, atóis, recifes
Ilhas parciais, atóis, recifes (a oeste de Ni ʻ ihau são desabitados, exceto Midway Atoll) formam as Ilhas do Noroeste do Havaí (Ilhas de Sotavento):
- Nihoa (Mokumana)
- Necker (Mokumanamana)
- French Frigate Shoals (Kānemiloha ʻi)
- Pináculos de Gardner (Pūhāhonu)
- Maro Reef (Nalukakala)
- Laysan (Kauō)
- Ilha Lisianski (Papa ʻ āpoho)
- Atol Pearl e Hermes (Holoikauaua)
- Atol Midway (Pihemanu)
- Atol de Kure (Mokupapapa)

## Geologia
Esta cadeia de ilhas, ou arquipélago, desenvolveu-se à medida que a Placa do Pacífico se movia lentamente para noroeste sobre um ponto quente no manto da Terra a uma velocidade de aproximadamente 51 quilômetros por cada milhão de anos. Assim, a ilha sudeste é vulcanicamente ativa, enquanto as ilhas no extremo noroeste do arquipélago são mais antigas e tipicamente menores, devido à maior exposição à erosão. A idade do arquipélago foi estimada usando métodos de datação de potássio-argônio. A partir deste estudo e de outros, estima-se que a ilha mais a noroeste, a Ilha Kure, seja a mais antiga, com aproximadamente 28 milhões de anos (Ma); enquanto a ilha mais a sudeste, Hawaiʻi, tenha só 400 000 anos. O único vulcanismo ativo nos últimos 200 anos foi na ilha do sudeste, Hawaiʻi, e no vulcão submerso, mas crescente, no extremo sudeste, Kamaʻehuakanaloa (anteriormente Loʻihi). O Observatório do Vulcão Havaiano do USGS documenta a atividade vulcânica recente e fornece imagens e interpretações do vulcanismo. Kīlauea estava em erupção quase continuamente desde 1983, quando parou em agosto de 2018.

### Terremotos
As ilhas havaianas têm muitos terremotos, geralmente causados por atividade vulcânica. A maior parte do monitoramento inicial do terremoto ocorreu em Hilo, pelos missionários Titus Coan, Sarah J. Lyman e sua família. Entre 1833 e 1896, cerca de 4 ou 5 terremotos foram relatados por ano.
No Havaí aconteceu 7,3% dos terremotos relatados nos Estados Unidos com magnitude 3,5 ou superior de 1974 a 2003, com um total de 1 533 terremotos. O Havaí foi classificado como o terceiro estado com mais terremotos nesse período, depois do Alasca e da Califórnia.

## Ecologia
A chegada dos europeus teve um impacto significativo na ecologia da região, com a promoção da monocultura de exportação de pecuária. Isso levou ao aumento da derrubada de florestas e ao desenvolvimento de cidades, adicionando muitas outras espécies à lista de animais extintos das ilhas havaianas. Desde 2009, muitas das espécies endêmicas restantes são consideradas ameaçadas de extinção.

## Monumento Nacional
Em 15 de junho de 2006, o presidente George W. Bush emitiu uma proclamação pública criando o Monumento Nacional Marinho Papahānaumokuākea sob a Lei de Antiguidades de 1906. O Monumento abrange as ilhas do noroeste do Havaí e as águas circundantes, formando a maior reserva de vida marinha do mundo. Em agosto de 2010, o Comitê do Patrimônio Mundial da UNESCO adicionou Papahānaumokuākea à sua lista de Patrimônios Mundiais. Em 26 de agosto de 2016, o presidente Barack Obama expandiu muito Papahānaumokuākea, quadruplicando-o de seu tamanho original.

## Clima
As ilhas havaianas são tropicais, mas podem apresentar muitos climas diferentes, dependendo da altitude e do ambiente. As ilhas recebem a maior parte das chuvas dos ventos alísios em seus flancos norte e leste (o lado de barlavento) como resultado da precipitação orográfica. As áreas costeiras em geral e especialmente os flancos sul e oeste, ou sotavento, tendem a ser mais secas.
Em geral, as terras baixas das ilhas havaianas recebem a maior parte de sua precipitação durante os meses de inverno (outubro a abril). Condições mais secas geralmente prevalecem de maio a setembro. As tempestades tropicais e furacões ocasionais tendem a ocorrer de julho a novembro.
Durante os meses de verão a temperatura média é de cerca de 29 °C e nos meses de inverno é de aproximadamente 26 °C. Como a temperatura é relativamente constante ao longo do ano, a probabilidade de tempestades perigosas é geralmente baixa.